# 레이디 버드
《레이디 버드》(영어: Lady Bird)는 2017년 개봉한 미국의 코미디 드라마 영화이다. 그레타 거윅이 감독하고 각본을 썼고, 그레타의 첫 연출작인 2008년 영화 '밤과 주말'에서는 공동 연출이였으나 이번 작품은 거윅의 단독 연출 작품이다. 시얼샤 로넌, 로리 멧캐프, 트레이시 레츠, 루카스 헤지스, 티모시 샬라메, 비니 펠드스틴, 스티븐 헨더슨와 로이스 스미스가 출연한다. 2002년 캘리포니아주 새크라멘토를 배경으로 어머니와 격동의 관계를 맺고 있는 고교 3학년 소녀의 성장 이야기를 담고 있다. 이 영화는 2017년 9월 1일 텔류라이드 영화제에서 초연 되었고, 미국에서 2017년 11월 3일 A24의 배급으로 개봉되었다.
이 영화는 내셔널 보드 오브 리뷰(전미 비평가 위원회), AFI 어워드(미국 영화 기관) 및 타임매거진에서 선정한 올해의 10대 영화 중 하나로 선정되었다. 제90회 미국 아카데미상에서 최우수 작품상, 감독상, 여우주연상, 여우조연상, 각본상을 포함한 5개 부문에 후보 지명되었다. 제75회 골든 글로브상 영화 뮤지컬·코미디 부문 최우수 작품상과 영화 뮤지컬·코미디 부문 최우수 여우주연상을 수상하였다. 또한 제71회 영국 아카데미상(BAFTA)에서 3개 부문에 후보 지명되었다.

## 시놉시스
원래 이름은 크리스틴이지만 스스로 ‘레이디 버드’라는 이름을 지은 고교 3학년인 크리스틴 "레이디 버드" 맥퍼슨(시얼샤 로넌)은 새크라멘토라는 작은 도시에 살고 있는 꿈 많은 여고생이다. 가장 큰 꿈은 동부에 있는 뉴욕 같은 도시의 대학으로 진학해 이곳 새크라멘토를 떠나는 것. 그러나 부유하지 않은 가정환경에 부진한 학업 성적으로 동부의 대학교 입학은 그녀에게 먼 나라 이야기다. 엄마의 잔소리에 반항하고 베스트 프렌드와 수다로 하루를 보내다가도 별거 아닌 일로 토라지고 또 화해하고 잘생긴 남학생에 마음 뺏기는 어느 철부지 소녀의 평범하고도 공감 가득한 이야기다.

## 배역
- 시얼샤 로넌 - 크리스틴 "레이디 버드"[6] 맥퍼슨 역
- 로리 멧캐프 - 매리언 맥퍼슨 역
- 트레이시 레츠 - 래리 맥퍼슨 역
- 루카스 헤지스 - 대니 오닐 역
- 티모시 샬라메 - 카일 샤이블레 역
- 비니 펠드스틴 - 줄리앤 "줄리" 스테판스 역
- 로이스 스미스 - 사라 존 수녀 역
- 스티븐 헨더슨 - 리바이치 신부 역
- 오데야 러쉬 - 제나 월턴 역
- 조단 로드리게스 - 미구엘 맥퍼슨 역
- 마리엘 스콧 - 셸리 유한 역
- 제이크 맥더맨 - 브루노 역
- 존 카르나 - 그렉 역
- 바이른 기비 - 케이시 켈리 역
- 크리스틴 크록 - 스테판 역
- 로라 마라노 - 다이애나 그린웨이 역
- 다니엘 조바토 - 조나 역
- 앤디 버클리 - 매튜 삼촌 역
- 캐서린 뉴튼 - 달린 벨 역
- 마이라 터리 - 여동생 지나 역
- 밥 스티븐슨 - 월터 신부 역

## 프로덕션

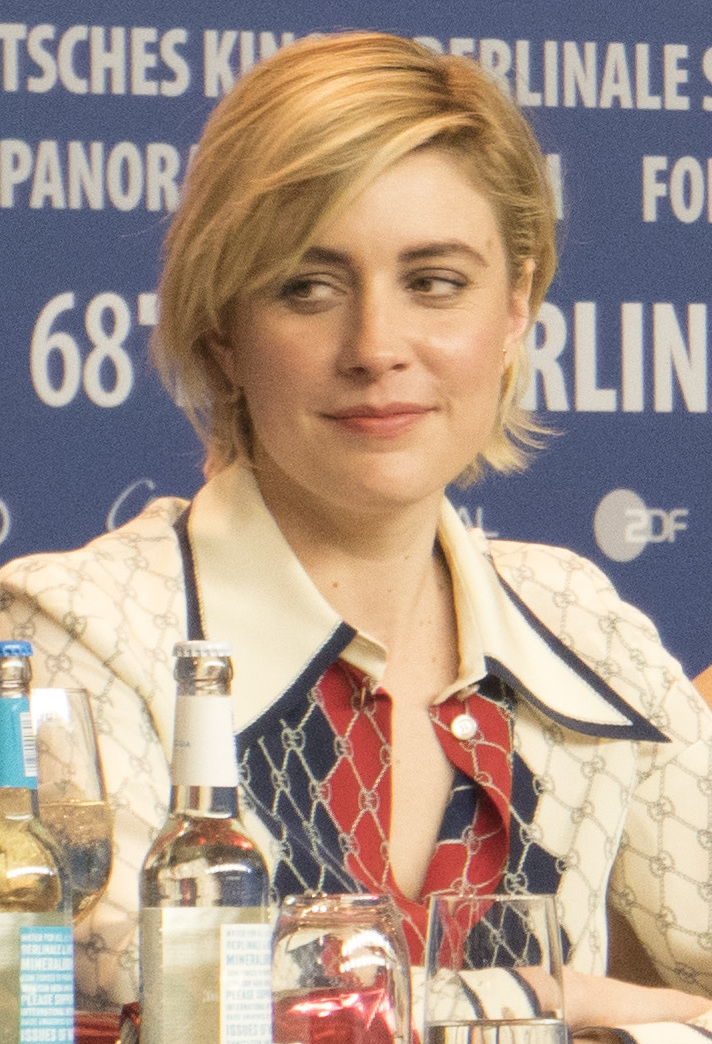
감독 그레타 거윅.

### 기획 및 제작
그레타 거윅 감독은 본 작품의 시나리오를 쓰는 데 몇 년이나 걸렸고, 분량도 어느 순간 350쪽이 넘을 정도로 많아졌다. 당초의 제목은 '엄마와 딸'이었다. 2015년 거윅과 그녀의 팀은 스콧 루딘 프로덕션과 함께 이 영화를 제작한 IAC 필름스에서 제작비를 확보했다. 거윅의 매니저인 이블린 오닐도 프로듀서로 참여했다.
《레이디 버드》는 거윅의 반 자전적인 작품이며, 단독으로 연출한 첫 번째 영화이다(2008년작 《밤과 주말》은 존 스완버그 감독과 같이 한 것이다). 캐스팅과 제작 준비를 위해 거윅은 본인의 옛날 고등학교 졸업 앨범, 사진, 저널 및 존 디디온이 쓴 구절을 참고하여 그녀의 고향을 둘러 보았다. 거윅은 샘 레비 촬영 감독에게 "기억과 같은 느낌"을 갖게 해달라고 주문했고, "《400번의 구타》와 《보이후드》와 같은 작품을 여성 관점에서 그리고 싶었다"고 말했다.

### 캐스팅
2015년 9월 토론토 국제 영화제에 《매기스 플랜》으로 참석했던 거윅 감독은 당시 《브루클린》을 홍보하고 있었던 시얼샤 로넌과 접촉했다. 둘은 호텔 방에서 같이 대본을 읽었는데, 거윅은 2쪽을 읽을 때 이미 로넌이 주인공으로 적격이라고 확신했다. 2016년 1월, 로넌의 캐스팅이 확정되었다. 이후 거윅은 루커스 헤지스와 만나 로넌의 상대 남자 캐릭터 중 원하는 배역을 직접 고르라고 제안했고, 헤지스는 대니 역을 선택했다. 거윅은 로리 멧캐프가 출연한 연극 작품을 본 후 멧캐프를 캐스팅했고, 트레이시 레츠, 티모시 샬라메, 비니 펠드스틴, 존 카르나, 조단 로드리게스 등의 출연진이 2016년 9월에 발표되었다.

### 촬영
본 촬영은 2016년 3월에 시작될 예정이었으나, 시얼샤 로넌이 아서 밀러 연극 《시련》의 스케줄이 있어서 8월로 연기되었다. 8월 30일부터 촬영이 시작되어, 캘리포니아주 새크라멘토와 로스앤젤레스, 뉴욕에서 진행되었다. 거윅은 이 영화를 슈퍼 16 필름으로 촬영하려고 했지만, Arri Alexa Mini 디지털 촬영의 예산 제약으로 무산됐다. 마지막 영화는 디지털 노이즈를 강조하여 사진의 제록스 효과를 나타내고 있다. 로넌은 역할을 위해서 머리를 염색하고 여드름을 그대로 노출하며 화장도 하지 않았다. 이에 대해 로넌은 "실생활에서 십대 얼굴처럼 보일 수 있을 좋은 기회라고 생각했다."라고 말했다. 거윅이 제작자 레베카 밀러에게서 전수 받은 기술 덕분에, 다른 사람들보다 먼저 배우와 제작진의 하루 일정을 능숙하게 조정할 수 있었다. 또 전 남편 노아 바움백의 방식을 따라 현장에서 스마트폰 사용을 금지했다.

## 개봉
2017년 7월 A24가 해외 배급권을 획득했다. 2017년 9월 1일, 텔류라이드 영화제에서 초연되었고, 2017년 9월 8일 토론토 국제 영화제, 2017년 10월 8일 뉴욕 영화제에서 상영되었다. 포커스 피처스에서 추가적으로 해외 배급권을 획득했다. 2017년 11월 3일 미국의 극장에서 한정 개봉되었고, 2018년 2월 16일 영국에서, 2018년 2월 23일 아일랜드에서 개봉되었다.

## 평가

### 박스 오피스
《레이디 버드》는 미국과 캐나다에서 4,900만 달러, 기타 지역에서 2,670만 달러를 벌어 총 7,570만 달러를 벌어 들였다. 제한된 개봉임에도 오프닝 주말에, 극장 당 평균 91,109 달러에 4개의 극장에서 364,437 달러의 수익을 올렸다. 이 영화는 두 번째로 좋은 평균 평점을 받은 2017년 극장 영화로 기록 되었으며, 여성이 감독한 한정 개봉 영화의 최고 기록을 세웠다. 영화는 입소문을 타면서 두 번째 주말에는 37개 영화관으로 확장 되었으며, 3일간 총 120만 달러를 벌어 흥행 수입의 10분의 1을 완성했다.
 세 번째 주말에 영화는 238개의 극장으로 확장되었으며, 3일간 총 250만 달러를 벌어 박스 오피스에서 8위를 차지했다.
영화는 11월 24일 공식 개봉했으며 724개 극장에서 상영되었고, 주말 동안 400만 달러(추수 감사절 연휴 5일간 540만 달러)로 11위를 기록했다. 다음 주에 1,194개의 극장으로 확장하여 영화는 430만 달러를 벌어 들여 8위를 차지했다. 《레이디 버드》는 또한 2,790만 달러를 벌어 들여 그동안 A24의 최고 흥행 영화 기록을 보유했던 《문라이트》의 기록을 앞섰다. 영화의 미국 아카데미상 후보작 5개 부문으로 발표된 후 2018년 1월 27일 주말에는 190만 달러 (지난 주 110만 달러에 비해 증가)를 기록했다.

### 중요한 평가
영화는 토론토 국제 영화제의 국제 초연에서 기립 박수를 받았으며, 로넌과 멧캐프의 연기와 거윅의 연출 면에서 극찬받았다.
영화 평점 사이트 로튼 토마토에서는 311명 평론가의 평을 기준으로 99%의 지지도를 보였으며, 평균 평점은 8.7 / 10이다. 2017년 11월 27일 164개의 긍정적인 리뷰로 100%의 찬사를 받았으며, 이전의 기록 보유자인 《토이 스토리 2》를 제치고 163개의 긍정적인 리뷰를 남겼다. 그것은 196의 등록된 리뷰까지 100%에 머물렀다. 리뷰에 표준화 등급을 부여하는 메타크리틱에서, 영화는 "보편적인 찬사"를 나타내는 50명의 비평가를 기준으로 100점 만점에 94점의 가중 평균 점수를 기록했다.

### 수상 및 후보
《레이디 버드》는 다양한 상을 수상했다.
이 영화는 전미 비평가 위원회, AFI 어워드(미국 영화 기관)와 타임매거진에서 선정한 올해의 10대 영화 중 하나로 선정되었다. 제90회 아카데미상에서 작품상, 감독상, 각본상, 여우주연상(시얼샤 로넌), 여우조연상(로리 멧캐프) 후보로 올랐다. 특히 거윅 감독은 감독상 후보에 오른 다섯 번째 여성 감독이 되었다. 크리틱스 초이스 영화상에서는 작품상, 감독상, 여우주연상, 여우조연상, 각본상과 최우수 앙상블 연기상 등 8개 부문 후보로 지명되었다.
제75회 골든 글로브상에서 영화 뮤지컬·코미디 부문 작품상과 영화 뮤지컬·코미디 부문 최우수 여우주연상을 수상하였고, 멧캐프는 영화부문 최우수 여우조연상과 거윅은 최우수 각본상에 후보 지명되었다. 제24회 미국 배우 조합상에서 영화부문 여우주연상, 여우조연상과 앙상블 연기상 후보로 올랐다. 제33회 인디펜던트 스피릿 어워드에서 최우수 작품상, 여우주연상, 여우조연상, 각본상 후보에 올랐고, 또한 제71회 영국 아카데미상(BAFTA)에서 3개 부문에 후보 지명되었다.

## 같이 보기
- 2017년 영화
- 제90회 아카데미상
- 제71회 영국 아카데미 영화상
- 제75회 골든 글로브상
- 제24회 미국 배우 조합상